# Kil
Pour les articles homonymes, voir KIL.
Kil est une localité de Suède dans la commune de Kil, dont elle est le chef-lieu, située dans le comté de Värmland.
Sa population était de 7 773 habitants en 2019.